# Sant'Angelo in Formis
Sant'Angelo in Formis è l'unica frazione di Capua (CE), sita a circa 4 km a nord-ovest del capoluogo comunale, alle falde del monte Tifata (602 m s.l.m.), famosa per l'omonima basilica benedettina in stile longobardo e bizantino, che sorge nella parte più antica del borgo.

## Geografia fisica
L'abitato si suddivide in tre quartieri: i moderni "Sant'Iorio" e "Rione Case" a valle, l'antico "Sant'Angelo in Formis" più a monte.

## Storia
In epoca romana vi sorgeva il tempio di Diana Tifatina (dal nome del monte), di cui si conservano alcuni reperti al Museo Campano in Capua. Dal X secolo d.C., sui resti del tempio, venne edificata una prima chiesa, mantenendo parti del basamento e della pavimentazione, nonché riutilizzando le colonne romane ripristinate per dividere le navate.

## Monumenti e luoghi d'interesse
- Abbazia di Sant'Angelo in Formis. Di fronte all'abbazia si apre un piazzale a terrazza, che offre una vista panoramica su Capua.
- È stata ipotizzata la presenza di un arco romano dedicato all'imperatore Settimio Severo dalla città di Capua, sulla base di un'iscrizione[1] e della più antica denominazione del santuario, ricordato nei documenti come ad arcum Dianae ("presso l'arco di Diana"), ma non se ne sono rinvenuti resti[2].

Nei pressi della frazione:
- il bosco di San Vito e Sansò, cornice naturale del Tifata con flora tipica della macchia mediterranea, oltre a rovi di more ed alberi di fico di crescita spontanea;
- il Cimitero garibaldino, che ospita i caduti garibaldini dell'assedio di Capua del 1860;
- il ponte Annibale, che attraversa il Volturno, collegando la frazione con l'abitato di Triflisco (frazione di Bellona), e che sorge sul luogo dove forse si trovava il ponte utilizzato dall'esercito cartaginese, per attraversare il fiume durante la seconda guerra punica e conquistare così Capua (216 a.C.).

## Infrastrutture e trasporti
La frazione è servita dalla stazione di Sant'Angelo in Formis sulla linea Napoli-Piedimonte Matese, gestita da EAV. Fino al 2001 era servita anche dalla fermata di San Iorio, poi dismessa.

## Sport
Nel settembre 2019 si costituisce il Real Sant’Angelo in Formis i cui colori sociali sono granata-blu ed attualmente militante in Seconda Categoria.